# Manon Fokke
Hermanna ("Manon") Fokke (Vriezenveen, 16 januari 1976) is een Nederlands politica. Namens de PvdA is ze een aantal jaren Tweede Kamerlid geweest. Sinds 2022 is ze wethouder in Maastricht.

## Biografie
Fokke woonde tot haar negentiende in Twente en verhuisde eind jaren '90 naar Maastricht. Ze was van 20 september 2012 tot 22 maart 2017 lid van de Tweede Kamer namens de Partij van de Arbeid. Eerder was ze tussen 2006 en 2012 gemeenteraadslid in Maastricht waar ze een belangrijke rol speelde bij het gedwongen vertrek van de Maastrichtse burgemeester Gerd Leers.
Vanaf 22 september 2015 tot en met 11 januari 2016 werd Fokke wegens zwangerschapsverlof als lid van de Tweede Kamer tijdelijk vervangen door Joyce Vermue. Nadat Martijn van Dam de Tweede Kamer begin november 2015 verlaten had vanwege zijn benoeming tot staatssecretaris, werd Vermue zijn opvolger; Harm Brouwer werd vervolgens geïnstalleerd als tijdelijke vervanger van Fokke. Voor de Tweede Kamerverkiezingen 2017 stelde Fokke zich niet meer verkiesbaar, omdat ze wilde terugkeren in de lokale politiek. Vanaf maart 2018 was ze wederom gemeenteraadslid in Maastricht.
In 2022 werd Fokke wethouder in Maastricht, met in haar portefeuille onder andere financiën en burgerparticipatie.

## Persoonlijk
Fokke is getrouwd en woont in Maastricht. Haar broer was afdelingssecretaris van D66.
- Parlement.com: vj2tbh04gduo